# Hobby (musikalbum)
Hobby är ett musikalbum från 1994 av David Shutrick.

## Låtlista
Text: David Shutrick, förutom "Smulor av dig" och "Vardag i vardagsrummet" av Olle Ljungström. Musik: David Shutrick.
1. "Faller"
2. "Han är din"
3. "Tick tack"
4. "Isbjörnar"
5. "Fjärrkontroll"
6. "Överenskommelser"
7. "Biblioteket"
8. "På gång"
9. "Regn"
10. "Smulor av dig"
11. "Vardag i vardagsrummet"
12. "Souvenir"